# Джер-Уй
Джер-Уй (кирг. Жер-Үй, до 199? г. — им. Ворошилова) — село в Тонском районе Иссык-Кульской области Кыргызстана. Входит в состав Болот Мамбетовского аильного округа. Код СОАТЕ — 41702 220 808 03 0.

## Население
По данным переписи 2009 года, в селе проживало 529 человек.